# ERA B
O ERA B foi o chassi com o qual a ERA disputou a temporada de Fórmula 1 de 1950.
Teve como pilotos Cuth Harrison e Brian Shawe-Taylor